# Titus Pullo
Titus Pullo était l'un des deux légionnaires mentionnés dans les Commentaires sur la Guerre des Gaules de César, l'autre étant Lucius Vorenus.
Il apparaît avec Vorenus dans la Guerre des Gaules,
livre 5, chapitre 44. Cet épisode décrit les deux centurions comme animés d'une certaine rivalité. Il relate aussi comment Pullo charge l'ennemi dans le feu de la bataille. Il lance son javelot sur un ennemi à courte distance, et est à son tour touché par une lance qui l'empêche de sortir son glaive tandis que les Nerviens l'encerclent. À ce moment, Vorenus, qui l'avait suivi depuis leurs fortifications, le rejoint dans la mêlée et détourne l'attention des ennemis en engageant un Nervien au corps à corps. Après en avoir tué un et fait fuir le reste, Vorenus chute ; alors que les Nerviens reviennent vers lui, Pullo vient à son secours et, après avoir tué un certain nombre de leurs adversaires, ils regagnent ensemble leurs positions, acclamés par leurs frères d'armes.
César dit de leurs exploits :

« Il y avait dans cette légion deux centurions d’une grande bravoure, qui approchaient des premiers grades, Titus Pullo et Lucius Vorenus. C’était entre eux une perpétuelle rivalité à qui passerait avant l’autre, et chaque année la question de l’avancement les mettait en violent conflit. Pullo, au moment où l’on se battait avec le plus d’acharnement au rempart, s’écria : « Pourquoi hésiter, Vorenus ? quelle autre occasion attends-tu de prouver ta valeur ? c’est ce jour qui décidera entre nous. » À ces mots, il s’avance hors du retranchement, et choisissant l’endroit le plus dense de la ligne ennemie, il fonce. Vorenus ne reste pas davantage derrière le rempart, mais craignant l’opinion des troupes, il suit de près son rival. Quand il n’est plus qu’à peu de distance de l’ennemi, Pullo jette son javelot et atteint un Gaulois qui s’était détaché du gros de l’ennemi pour courir en avant ; transpercé, mourant, ses compagnons le couvrent de leurs boucliers, cependant que tous à la fois ils lancent leurs traits contre le Romain et l’empêchent d’avancer. Il a son bouclier traversé d’un javelot qui se plante dans le baudrier de l’épée : ce coup déplace le fourreau, et retarde le mouvement de sa main qui cherche à dégainer ; tandis qu’il tâtonne, l’ennemi l’enveloppe. Son rival, Vorenus, accourt à son aide. Aussitôt, toute la multitude des ennemis se tourne contre lui et laisse là Pullo, croyant que le javelot l’a percé de part en part. Vorenus, l’épée au poing, lutte corps à corps, en tue un, écarte un peu les autres ; mais, emporté par son ardeur, il se jette dans un creux, et tombe. C’est à son tour d’être enveloppé ; mais Pullo lui porte secours, et ils rentrent tous deux au camp, sains et saufs, ayant tué beaucoup d’ennemis et s’étant couverts de gloire. La Fortune traita de telle sorte ces rivaux, qu’en dépit de leur inimitié ils se secoururent l’un l’autre et se sauvèrent mutuellement la vie, et qu’il fut impossible de décider à qui revenait le prix de la bravoure. »

— César, De bello gallico, livre V, § 44

## Personnage dans la fiction
Ce personnage apparaît, avec Lucius Vorenus, dans la série télévisée Rome.
Le personnage de la série n'a aucun rapport avec le personnage historique, à part le nom et la relation entretenue avec Vorenus.